# Max von Hartlieb-Walsporn
Max von Hartlieb-Walsporn (20 de octubre de 1883 - 25 de julio de 1959) fue un oficial alemán que sirvió como general en la Wehrmacht durante la II Guerra Mundial.
Hartlieb-Walsporn comandó la 5.ª Brigada Panzer a principios de otoño de 1939, después se hizo cargo de la 5.ª División Panzer el 8 de octubre de 1939. Como comandante de esta división, participó en la batalla de Francia de 1940, pero fue visto como un líder débil cuando la ligeramente defendida ciudad francesa de Le Quesnoy pudo resistir sus fuerzas blindadas durante unos cuatro días. Para el 28 de mayo pasó a la reserva; después en 1940, se le dio el mando de la 179.ª División, pero en enero de 1942 fue de nuevo relegado a la reserva o a puestos administrativos y ya nunca más comandaría tropas en la línea de frente. 
Herido el 19 de mayo de 1942, Hartlieb-Walsporn fue hospitalizado durante casi cinco meses y pasó varios meses más en la reserva antes de aceptar otros puestos administrativos por el resto de la guerra. Después del final de la guerra, fue capturado como prisionero de guerra y encarcelado durante dos años.

## Condecoraciones
- Cruz de Hierro (1914) 2.ª Clase & 1.ª Clase
- Broche de la Cruz de Hierro (1939) 2.ª Clase & 1st Clase